# Luis Kain
Luis Kain (* 28. Mai 2005 in Hamburg) ist ein deutscher Kinderdarsteller.

## Werdegang
Kain hatte sein Fernsehdebüt mit sieben Jahren in dem deutschen Doku-Drama George, in dem er den jungen Götz George darstellte. 
Er spielt in der Comedyserie Magda macht das schon! seit 2017 die Hauptrolle des Luca Holtkamp.

## Filmografie
- 2011: BALLON (Kurzfilm)
- 2013: George (Kinofilm)
- 2015: Ich bin dann mal weg (Kinofilm)
- 2017–2021: Magda macht das schon! (Fernsehserie)